# Atypowe zapalenie płuc

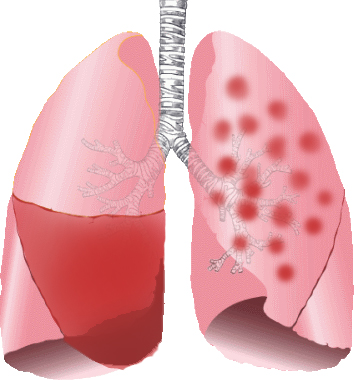
Obraz przedstawiający różnicę między zapaleniem oskrzelowo-płucnym a płatowym zapaleniem płuc: Atypowe zapalenie płuc to zapalenie płuc, które obejmuje cały płat płuca (na zdjęciu po lewej). W zapaleniu oskrzeli i płuc infekcja, a następnie obrzęk i stan zapalny pojawiają się jako plamy w płucach (na zdjęciu po prawej). Indeks: tchawica; płuco (płuco); Płaty płucne. Bronchus Bronchiole

Atypowe zapalenie płuc – zapalenie płuc wywołane najczęściej przez bakterie atypowe (aczkolwiek przyczyną mogą być także inne patogeny), do których zaliczają się Mycoplasma pneumoniae, Legionella pneumophila i Chlamydophila pneumoniae.
Przebieg atypowego zapalenia płuc wywołanego przez Mycoplasma i Chlamydophila jest z reguły łagodny, a w przypadku zakażenia Legionella przez pierwsze 4–6 dni jest ciężki.

## Objawy

### Najczęstsze
- drgawki
- kaszel (w przypadku zakażenia Legionella możliwe odkrztuszanie krwawej plwociny)
- gorączka
- spłycenie oddechu

### Dodatkowe
- ból w klatce piersiowej, nasilający się przy kaszlu lub głębokim wdechu
- ból głowy
- zmęczenie
- utrata apetytu
- bóle mięśni
- sztywność stawów
- pocenie się